# Kryry (stacja kolejowa)
Kryry – stacja kolejowa w Kryrach, w kraju usteckim, w Czechach. Położona jest na wysokości 315 m n.p.m.
Na stacji nie ma możliwości zakupu biletów, a obsługa podróżnych odbywa się w pociągu. 

## Linie kolejowe
- 160 Plzeň - Žatec